# アンノボン島

赤道ギニアとアンノボン島 アンノボン島（左下）はアフリカ西岸のギニア湾内に位置する。ビオコ島との間の直線上にサントメ・プリンシペがあり、アフリカ大陸上に最も近い国はガボンである。

アンノボン島（アンノボンとう、スペイン語: Isla de Annobón、ポルトガル語: Ilha de Ano Bom）は、中部アフリカの赤道ギニアに属する火山島。1970年代にはパガル島（スペイン語: Pagalu）と呼ばれていた。東西4km、南北7kmで、面積は約17km2である。南緯1度24分、東経5度38分に位置する（島の中央）。

## 地理
赤道ギニアは大陸部（リオ・ムニ）のほか、5つの島で構成されている。コリスコ島、大エロベイ島、小エロベイ島の3つは大陸棚に位置する陸島だが、首都マラボを擁するビオコ島とアンノボン島は、カメルーン火山列から続くホットスポットによって湧き上がった火山島である。この2島はいずれもギニア海膨上にある。アンノボン島には598mのキオベオ山のほか、ポト湖として知られるカルデラ湖が残る。
アンノボン島はビオコ島から南西690kmの地点に位置する。大陸（ガボンのロペス岬）とも400km以上離れている。2島の間にはサントメ・プリンシペを構成するサントメ島とプリンシペ島が浮かぶ。アンノボン島は赤道ギニア最南部に相当し、国内で唯一南半球に位置する。
湿度が高く、降雨または霧が毎日のようにあり、アンノボン島の雲のない日はほとんど記録されていない。
赤道ギニアは7つの県で構成されている。アンノボン島は、全体がアンノボン県に区分されている。県都は島北部のサンアントニオ・デ・パレ。アンノボン島の人口は2500人。
全島は2003年にラムサール条約登録地となった。

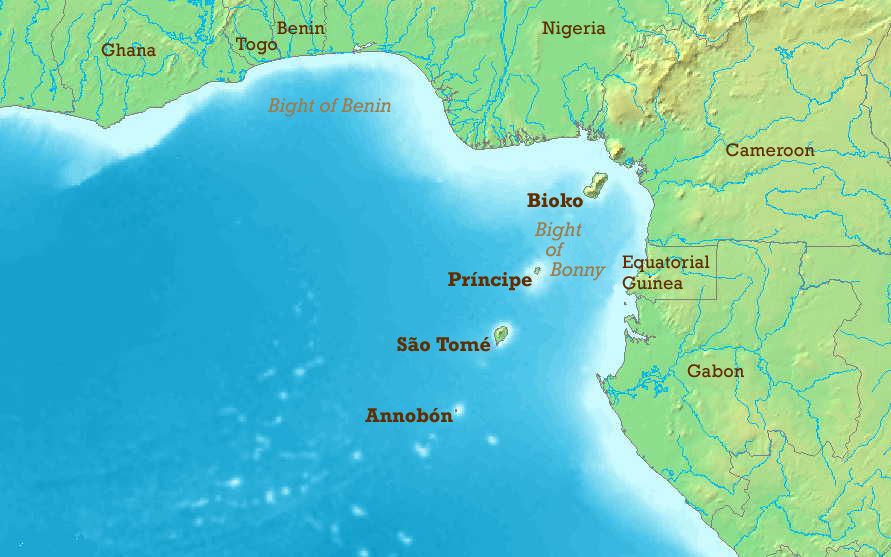
アンノボン島の位置

## 歴史
アンノボン島を発見したのは大航海時代のポルトガル人ディエゴ・ラミレス・デ・ラ・ディアスであり、1470年に到達し、島をサンアントニオと名付けた。ポルトガル人到着以前は無人島だった。1474年にポルトガル人が島を植民地化し、アンゴラからサントメ島経由でエスクラボス・デ・レガテと呼ばれる黒人奴隷が島に送られた。16世紀からフォロスと呼ばれる解放奴隷の黒人とヨーロッパ人との混血も進みクレオール化していった。1778年にポルトガルはエルパルド条約でスペインにアンノボン島を割譲し後のスペイン領ギニアの一部となった。しかし島民はそれに反発し、以後スペインとは敵対していた。1801年にイギリスが奴隷貿易を抑制する為にセントアントニー（サンアントニオ・デ・パレ）に砦を建設し、1827年にスペイン政府から合法化していた。1843年から1926年にコリスコ島とエロベイ諸島にある小エロベイ島の島々と共にエロベイ・アンノボン及びコリスコを結成し、スペインの保護領として植民地にもなった。フランシスコ・マシアス・ンゲマの独裁政権の元で赤道ギニアが独立すると、ンゲマ政府は1972年]に出入りを禁止し、2年間島から隔離された為、医療援助が無い状態で島民の間でコレラが大流行し島民を苦しめた。島民は政府から偏見を感じ、一部の島民は反発し島の分離主義運動が盛んに起こる様になった。1988年には赤道ギニア政府がイギリスの会社UKBuckinghamshireと島での1000万ドラムの有毒な放射性廃棄物の保管許可の10年間の契約を1,600,000ドルで締結した。同様の契約が他のヨーロッパやアメリカの企業と締結しており、1980年代後半から1990年代に大量の有毒廃棄物が島に投棄されたとも言われ、テオドロ・オビアン・ンゲマ大統領は島民が貧困状態にある中、更新された島での有毒廃棄物保管許可のために年間2億ドル受け取っているとも言われている。政府は1993年に島で深刻な食糧不足と強制労働が起きた際、赤道ギニア政府は島を孤立化させ、島で人道支援などの活動していた外国人を追放した。これに島民が反発し反乱を起こし、知事の住居を攻撃した。赤道ギニア政府は反乱を起こした者を処刑するなどの処置した。国際社会から人権侵害だと批判され監獄に収容された政治犯の釈放などを求められていた。ポルトガル語諸国共同体が1996年に設立されると赤道ギニア政府がポルトガルの影響や関係が強かったアンノボン島が元でポルトガル語諸国共同体のオブザーバーの地位を求めた。1998年にポルトガルの外相が赤道ギニアに訪問している。国際社会からの人権侵害の批判があったが2014年に赤道ギニアはポルトガル語諸国共同体に加入し、ポルトガル語を話すアンノボン島民対策で赤道ギニアの公用語にポルトガル語を第三公用語として導入した。

## 産業
主要産業は漁業と林業である。電気や水道はあまり通っていない。1992年に赤道ギニア最大の海底油田が島の周辺の海底で発見されており、石油資源も有望である。

## 住民
島民はポルトガル人とアンゴラから奴隷として連れて来られた黒人の入植者の混血のメスティーソなどが多く、スペイン人も混じっている。島民はポルトガル文化の影響が強く、島民の赤道ギニアにおける初期の反スペイン感情から近くのサントメ・プリンシペやアフリカ本土のポルトガル語圏の国との結びつきが強い。宗教はカトリック教徒が多い。島民は赤道ギニアの第一公用語のスペイン語も話すがスペイン語よりもポルトガル語を幅広く話し、16世紀のポルトガル語の抑揚を残すバントゥー語群の変形とポルトガル語のクレオール語であるアンノボン語（ファ・ダンボ）を用いて話している。